# 광선초등학교
광선초등학교는 대한민국 경기도 안성시에 있는 공립 초등학교이다.

## 학교 연혁
- 1936.04.19 죽산심상소학교 간이학교 개교
- 1939.08.15 광선 공립 심상소학교 승격
- 1983.03.01 광선초등학교 병설 유치원 개원

## 참고 자료
- 광선초등학교 - 한국교육학술정보원 학교알리미